# Aeroporto Internacional Sardar Vallabhbhai Patel
O Aeroporto Internacional Sardar Vallabhbhai Patel (em inglês: Sardar Vallabhbhai Patel International Airport) (IATA: AMD, ICAO: VAAH) é um aeroporto internacional localizado na cidade de Ahmedabad, no estado de Gujarate na Índia, sendo atualmente o oitavo mais movimentado do país.